# 刘尚华
刘尚华（1921年11月—2023年1月17日），山西原平人，中国人民解放军正军职离休干部、原武汉军区空军司令部顾问。

## 生平
刘尚华1937年11月入伍，1938年2月加入中国共产党。历任学员、报务员、参谋、通信科长、作战科长、办公室主任、处长、副师长，武汉军区空军司令部副参谋长、参谋长等职。
2023年1月17日，刘尚华因病于武汉逝世，享年102岁。讣告刊登在4月17日的《解放军报》。